# Lury-sur-Arnon
 Lury-sur-Arnon  es una población y comuna francesa, situada en la región de  Centro, departamento de Cher, en el distrito de Vierzon y cantón de Lury-sur-Arnon.

## Demografía
| 613 | 612 | 528 | 566 | 644 | 671 |
| Para los censos de 1962 a 1999 la población legal corresponde a la población sin duplicidades (Fuente: INSEE [Consultar]) |     |     |     |     |     |